# Noor af Jordan
Noor Al-Hussein (arabisk: الملكة نور; født Lisa Najeeb Halaby) (født 23. august 1951 i Washington D.C., USA) er enkedronning af Jordan som enke til Kong Hussein af Jordan. Hun var hans fjerde ægtefælle og dronning fra deres bryllup i 1978 til hans død i 1999.